# Pride 10
Pride 10 foi um evento de artes marciais mistas promovido pelo Pride Fighting Championships. Aconteceu em 27 de agosto de 2000 no Seibu Dome em Tokorozawa, Saitama.